# Flodtagging
Flodtagging (Peniophorella echinocystis) är en svampart som först beskrevs av J. Erikss. & Å. Strid, och fick sitt nu gällande namn av K.H. Larss. 2007. Enligt Catalogue of Life ingår flodtagging i släktet Peniophorella, klassen Agaricomycetes, divisionen basidiesvampar och riket svampar, men enligt Dyntaxa är tillhörigheten istället släktet Peniophorella, familjen Rickenellaceae, ordningen Hymenochaetales, klassen Agaricomycetes, divisionen basidiesvampar och riket svampar. Arten är reproducerande i Sverige. Inga underarter finns listade i Catalogue of Life.